# Giuliano di Piero de’ Medici

Wahrscheinlich posthumes Porträt des Giuliano de’ Medici von Sandro Botticelli, um 1478.

Giuliano di Piero de’ Medici (* 25. Oktober 1453; † 26. April 1478 in Florenz) war der zweite Sohn von Piero di Cosimo de’ Medici und dessen Ehefrau Lucrezia Tornabuoni und der jüngere Bruder von Lorenzo il Magnifico (1449–1492).
Er war der Vater von Clemens VII.
Am 29. Januar 1475 führte er die junge, verheiratete Simonetta Vespucci zu einem Turnier in Florenz. Er nannte sie regina de la bellezza. Simonetta wurde mehrfach von Sandro Botticelli porträtiert und gemalt. Auf dem 1476 entstandenen Monumentalbild „Die Anbetung der Heiligen drei Könige“ von Botticelli ist auch Giuliano abgebildet.
Giuliano wurde zum Auftakt der Verschwörung der Pazzi im Dom Santa Maria del Fiore in Florenz von Francesco de’ Pazzi und Bernardo Bandini Baroncelli während der Ostermesse am 26. April 1478 ermordet.
Er ist neben seinem Bruder Lorenzo in der Medici-Kapelle der Basilica di San Lorenzo di Firenze begraben. Beider Grab ist mit der Madonna mit dem Kind von Michelangelo geschmückt.
Sein unehelicher Sohn Giulio wurde 1513 Kardinal und zehn Jahre später als Clemens VII. Papst (1523–1534).